# Cesuras

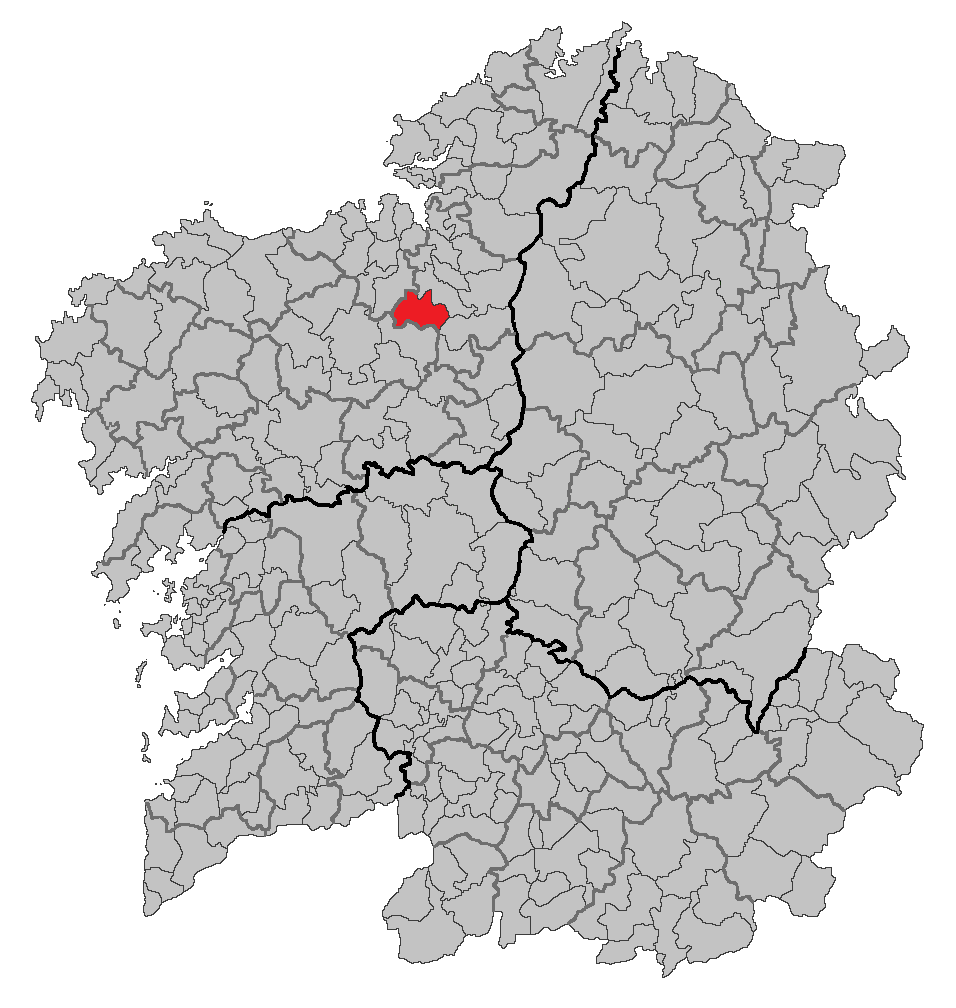
Localização de Cesuras

Cesuras é um antigo município da Espanha na província 
da Corunha, 
comunidade autónoma da Galiza, de área 79,4 km² com 
população de 2323 habitantes (2007) e densidade populacional de 30,96 hab/km².
O 6 de junho de 2013 fundiu-se com Cesuras criando o novo município de Oza-Cesuras.

## Demografia
| Variação demográfica do município entre 1991 e 2004 | Variação demográfica do município entre 1991 e 2004 | Variação demográfica do município entre 1991 e 2004 | Variação demográfica do município entre 1991 e 2004 |
| --------------------------------------------------- | --------------------------------------------------- | --------------------------------------------------- | --------------------------------------------------- |
| 1991                                                | 1996                                                | 2001                                                | 2004                                                |
| 2977                                                | 2794                                                | 2551                                                | 2463                                                |